# Kings Of Dark Disco
Kings Of Dark Disco er et dansk band.
Gruppen blev dannet i marts 2008, og har spillet på danske klubber og festivaler (herunder bl.a. Spot, Vesterbro/Start! Festival, Oppenheimer, Danmarks Grimmeste Festival, Nakkefestival m.fl.)
De er tidligere Soundvenue Selected[kilde mangler] og kandidater i P3s KarriereKanonen.[kilde mangler]
Bandet udkom i 2009 med debutvinylen – en dobbelt A-sidet 7”. Den var produceret af Lasse Lyngbo og Pato, der sammen har gruppen White Pony.
Gruppens debutalbum, Dying At The Disco, udkom d. 14. marts 2011, og det fik kun to ud af seks stjerner i musikmagasinet GAFFA, der kaldte det "en stiløvelse i dårlig smag".

## Diskografi
- Dying At The Disco (2011)